# 오티스의 비밀 상담소
《오티스의 비밀 상담소》(영어: Sex Education)는 넷플릭스에서 2019년부터 2023년까지 방영 했던 영국의 십대 코미디 드라마이다.

## 출연
- 에이사 버터필드 - 오티스 밀번
- 질리언 앤더슨 - 진 F. 밀번, 오티스의 엄마
- 슈티 가트와 - 에릭 에피옹, 오티스의 게이 절친
- 에마 매키 - 메이브 와일리
- 코너 스윈델스 - 아담 그로프
- 케다 윌리엄스스털링 - 잭슨 마체티
- 에이미 루 우드 - 에이미 깁스
- 앨리스테어 페트리 - 마이클 그로프, 아담의 아빠
- 패트리샤 앨리슨 - 올라 나이만, 제이콥의 딸
- 미카엘 페르스브란트 - 제이콥 나이만
- 미미 킨 - 루비 매튜스
- 샤넬 쿨라르 - 안와르
- 사이먼 애슐리 - 올리비아
- 타냐 레이놀즈 - 릴리 이글하트
- 제임스 퓨어포이 - 레미 밀번